# Querelle saxonne
La Querelle saxonne (en néerlandais : Saksische Vete ; en frison : Saksyske Skeel ; en allemand : Säschische Fehde) est un conflit militaire qui a lieu de 1514 à 1517-1518 entre le comte de Frise orientale Edzard Ier, les rebelles de la « Frise occidentale », la ville de  Groningue et Charles de Gueldre d'une part, et le gouverneur héréditaire impérial de Frise Georges de Saxe – remplacé par Charles Quint en 1515 – et 24 princes allemands d'autre part. Les combats se déroulent principalement en Frise orientale et ravagent une grande partie de la région.
Les origines de la querelle remontent à 1498 quand le père de Georges, Albert III, est nommé gouverneur héréditaire des « terres frisonnes » par le grand-père de Charles Quint, l'empereur Maximilien Ier. Bien que nommés gouverneur des « terres frisonnes », Albert et ses fils Henri et Georges durent conquérir ces terres en faisant face à la résistance de la population, en premier lieu des « Frisons occidentaux » (vivant dans la Frise moderne) qui étaient vaguement organisés en groupes rebelles.
Le conflit s'élargit lorsque Georges traverse la rivière Lauwers en 1514, pénétrant dans l'Ommelanden et assiégeant la ville de Groningue, qui fait alors appel à Edzard de Frise orientale et à Charles de Gueldre. Le suzerain de Georges, Maximilien, était déjà occupé à combattre les Gueldres ailleurs, donc au lieu de s'attaquer lui-même à la Frise orientale, il imposa la mise au ban d'Edzard, après quoi 24 princes allemands envahirent la Frise orientale, notamment Jean V d'Oldenbourg. En 1515, Georges abandonne le combat et vend ses droits sur les terres frisonnes à Charles Quint, qui en 1517 parvint à un compromis de paix avec Edzard qui avait  réussi à résister aux envahisseurs.

## Contexte

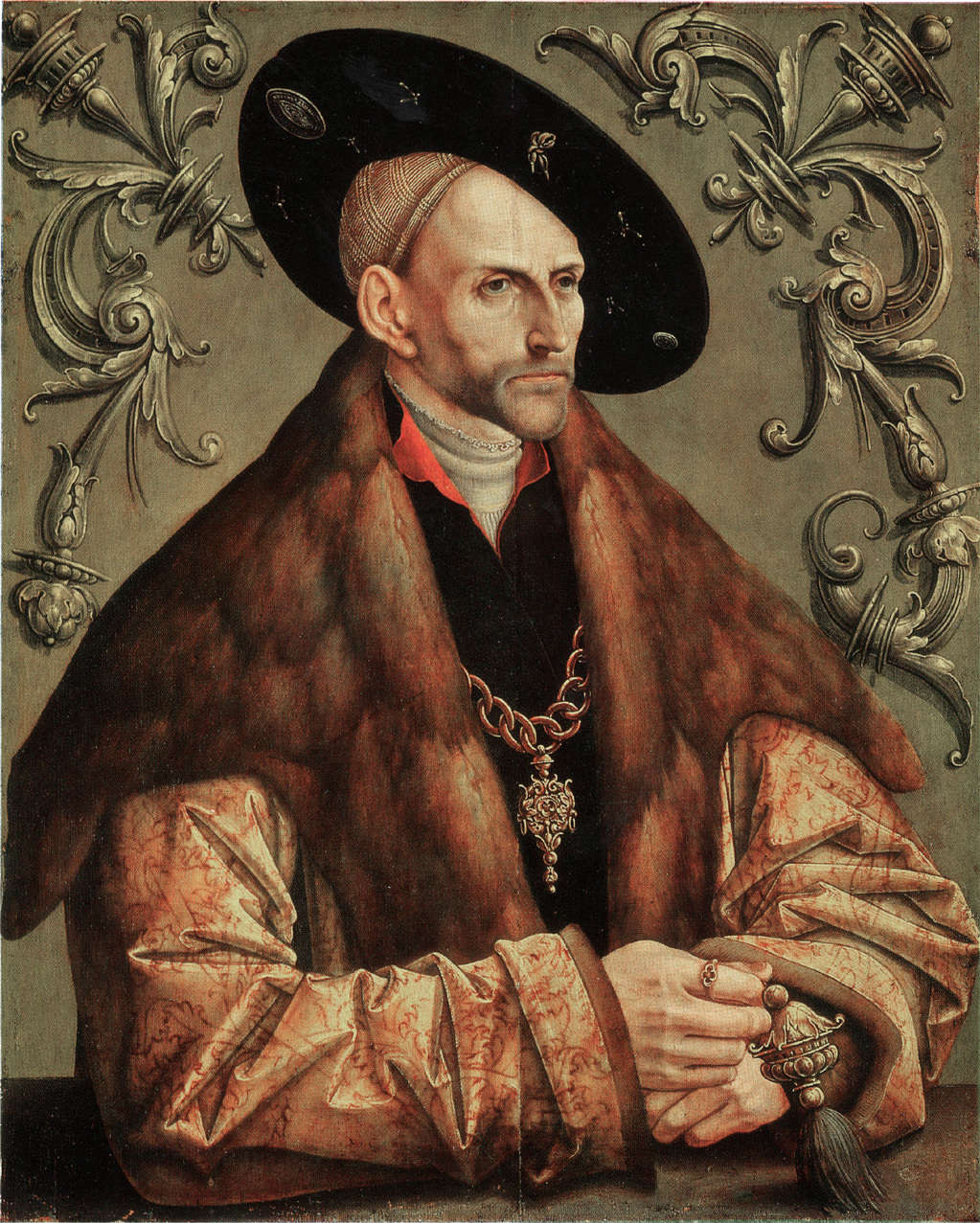
Edzard Ier vers 1520/1530. Peinture de Jacob Cornelisz van Oostsanen.

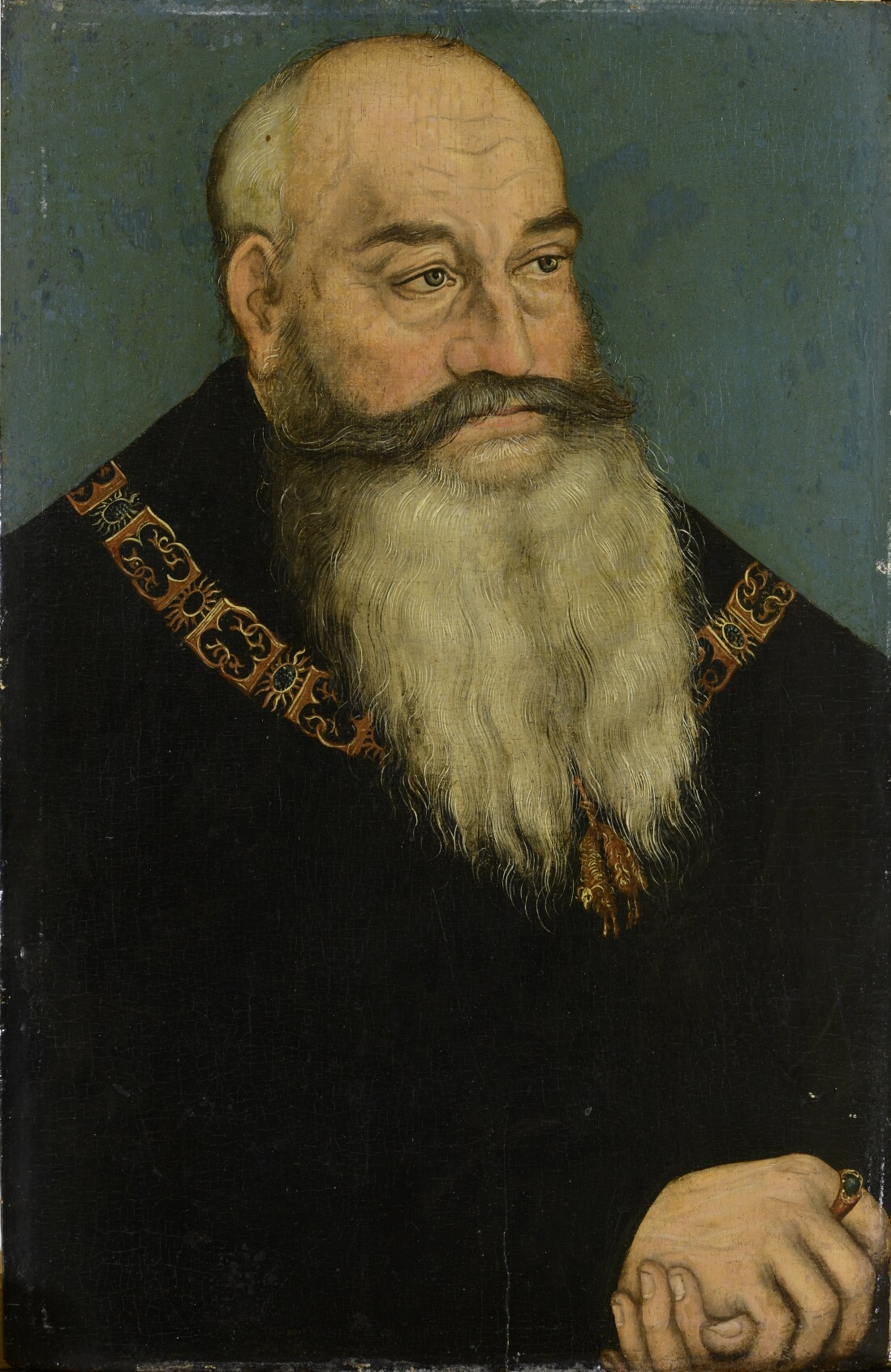
Georges de Saxe, surnommé « le Barbu », entre 1534 et 1539. Ecole de Lucas Cranach l'Ancien.

En 1488, le duc Albert III de Saxe, margrave de Meissen, fait campagne contre la Flandre rebelle, dans le but de libérer l'empereur Maximilien Ier, retenu prisonnier par les citoyens de Bruges. En récompense, Maximilien Ier nomme Albert III gouverneur des Pays-Bas et, en compensation des dépenses engagées, le promeut en 1498 gouverneur héréditaire de la Frise, étant entendu qu'il doit soumettre la Frise par les armes avant de pouvoir occuper le poste. Après avoir soumis les Frisons, Albert III part pour Leipzig assister à la Diète, mais les Frisons se soulèvent au printemps de l'an 1500 et assiègent Franeker, où le deuxième fils d'Albert, Henri, avait pris le poste de gouverneur. Albert revient en Frise et libère Henri. Il conquiert ensuite Groningue avant de mourir à Emden le 12 septembre 1500. Henri hérite du poste de gouverneur de Frise. Cependant, les Frisons continuent de lui résister et il abdique le 30 mai 1505 en faveur de son frère Georges, en échange des districts de Freiberg et de Wolkenstein dans les Monts Métallifères.

## Déclenchement
Le duc Georges de Saxe exige en 1504 que toutes les villes et districts de Frise lui rendent hommage en tant que « gouverneur éternel ». La ville de Groningue s'y refuse. Le comte Edzard Ier tente de profiter de la situation pour étendre son domaine dans la province de Groningue et en 1505, se proclame « protecteur » de la ville. Vingt-quatre ducs et comtes prennent les armes contre Edzard, envahissent la Frise orientale et en dévastent une grande partie. Edzard est mis au ban par l'empereur.

## Déroulement

### 1514
Le comte Jean V d'Oldenbourg voit l'opportunité de fournir au comté d'Oldenbourg un accès à la mer du Nord. En 1514, il attaque les Frisons dans la région de Butjadingen et les bat à la bataille de Langwarden. Simultanément, le duc Henri Ier de Brunswick-Wolfenbüttel envahit la Frise orientale avec une armée de 20 000 hommes. Il assiège la forteresse Leerort qui n'était défendue que par quelques paysans et soldats. Cependant, Henri Ier est tué le 23 juin 1514 par un tir ciblé. Ses troupes se retrouvent sans chef et se retirent de la Frise orientale.
Jean V, allié à Hero Oomkens von Esens (en), s'empare du château de Großsander (de). Hero détruit les trois châteaux de Dornum, dont le château de Stickhausen. Edzard se retire, mettant le feu à l'abbaye de Meerhusen pour couvrir sa retraite. La ville d'Aurich est assiégée, pillée et détruite.
Sur un autre front, la Commanderie de Dünebroek est pillée par les mercenaires de la Bande Noire qui détruisent ensuite Burmönken, Marienhafe, Leerhafe et Rispel ; Friedeburg se rend. Le château d'Altgödens (de) est détruit, celui de Château de Kniphausen (de) est pris. La Bande noire attaque alors Oldersum. Les tentatives de prendre la ville, défendue par Hicko d'Oldersum et le baron Ulrich von Dornum, échouent le 14 juin 1514, puis le 16 août 1514.

### 1515-1516
En 1515, le vent tourne en faveur d'Edzard I. Il reprend le château de Großsander (de), son seigneur Fulf de Kniphausen réussit à capturer la forteresse Gutzwarden à Butjadingen. Le duc Georges de Saxe vend son poste de gouverneur pour 100000 florins au duc Charles de Bourgogne, qui devint plus tard empereur sous le nom de Charles Quint. Le conflit se poursuit néanmoins jusqu'en 1517. Les fortifications de Detern cèdent en 1516.

### 1517
Au début de l'année 1517, Edzard Ier reprend le château de Friedeburg. Charles V commença son règne aux Pays-Bas. Après une entrevue à Malines, il lève la mise au ban d'Edzard et l'investit en Frise orientale, mettant ainsi fin à la querelle saxonne.

## Conséquences
Edzard est contraint de quitter Groningue et d'abandonner ses projets expansionnistes. Sur le plan intérieur, il s'efforce d'apaiser les chefs de Frise orientale. Le 3 décembre 1517, il conclut la Paix de Zetel avec le duc Henri II de Brunswick-Wolfenbüttel et le comte Jean V d'Oldenbourg, dans laquelle il cède la « forêt frisonne » (en allemand : Friesische Wehde, une zone autour de Zetel, Driefel et Schweinebrück) jusqu'à Oldenbourg. La Frise orientale hérite de la ville de Jever.
Le conflit entre Edzard et Hero Oomkens von Esens se poursuit jusqu'à la mort de Hero en 1522. L'empereur cède le Harlingerland à  Edzard. Celui-ci ne put complètement soumettre le pays en raisons des fortifications de Wittmund et d'Esens.